# Edward White
Edward Higgins White II (San Antonio, 14 de novembro de 1930 — Cabo Kennedy, 27 de janeiro de 1967) foi um piloto, piloto de teste, engenheiro aeroespacial e astronauta norte-americano. Ele serviu na Força Aérea dos Estados Unidos a partir de 1952 e foi selecionado dez anos depois no Grupo 2 de Astronautas da NASA. White voou para o espaço em 1965 na Gemini IV, tornando-se o primeiro norte-americano a realizar uma atividade extraveicular. Ele morreu em 1967 em um incêndio dentro da capsula espacial da Apollo 1 junto com os astronautas Gus Grissom e Roger Chaffee.

## História
Piloto de caça da Força Aérea dos Estados Unidos, formado pela Academia Militar dos Estados Unidos em West Point em 1952, e engenheiro eletricista pela Universidade de Michigan, em 1959, White alcançou a patente de tenente-coronel da Força Aérea como piloto de jatos F-86 Sabre e F-100. Com seu trabalho de piloto de testes de aeronaves experimentais, acumulou um total de três mil horas de voo em diversas aeronaves.

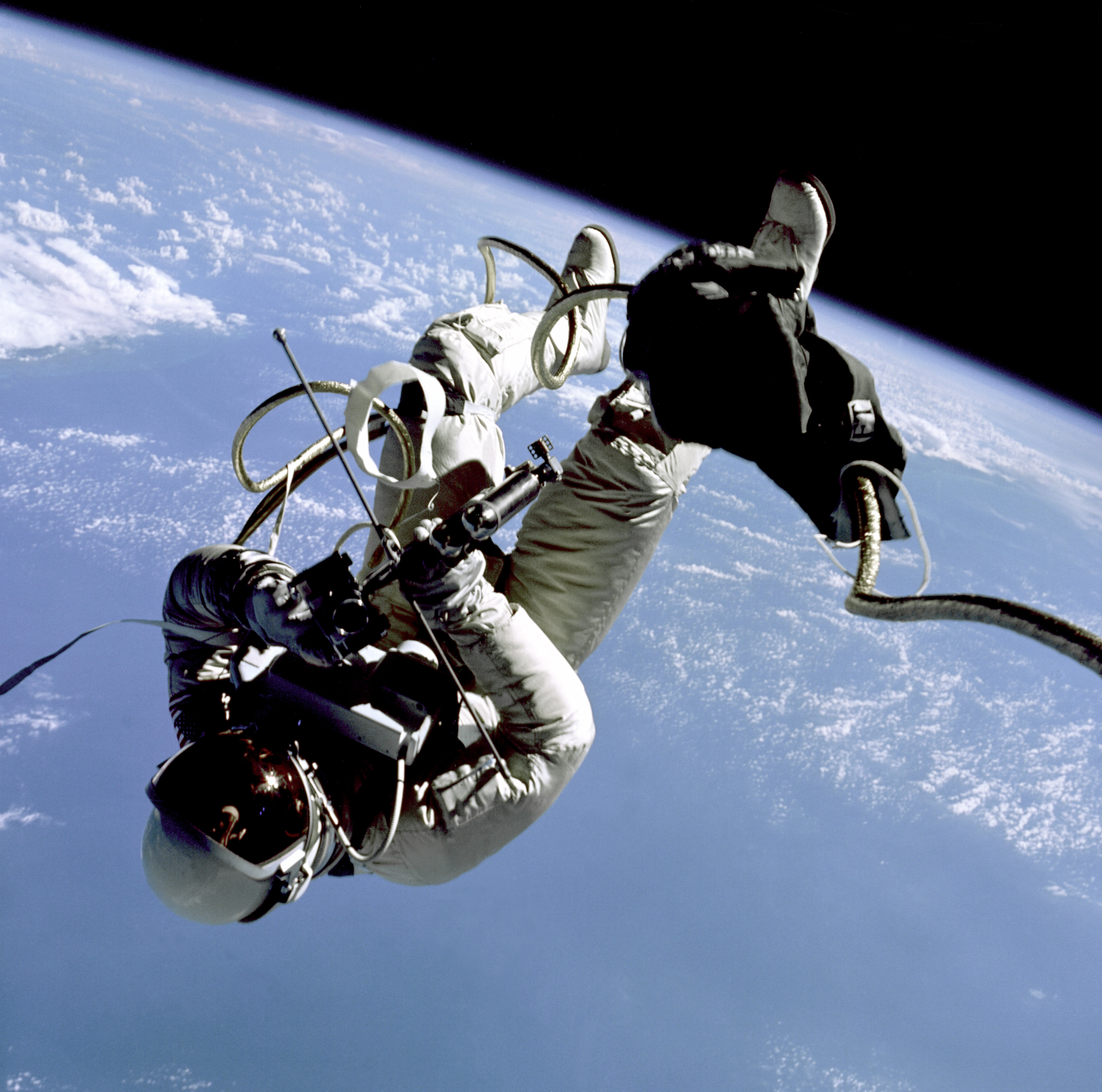
Ed White em seu pioneiro "passeio no espaço" durante a missão Gemini IV

Ele entrou para a NASA em 1962, no segundo grupo de candidatos a astronauta selecionados pela agência espacial e subiu ao espaço pela primeira e única vez em junho de 1965 a bordo da Gemini IV, junto com o astronauta James McDivitt, realizando a primeira caminhada espacial de um norte-americano fora da nave – e a segunda depois do soviético Aleksei Leonov – ligado a ela por um cordão umbilical de borracha, aço e nylon.
Depois deste voo, White foi piloto reserva da missão Gemini VII e qualificado como astronauta especialista em sistemas de controle de voo do módulo de serviço da Apollo. Pelo método usual de rodízio de astronautas da NASA, Ed deveria ser o piloto da missão Gemini X, em julho de 1966 - o que o tornaria o primeiro de sua classe de astronautas a ir ao espaço duas vezes — mas ao invés disso, por seu conhecimentos dos sistemas da Apollo, o programa lunar que então se achava em preparações e testes, foi promovido a piloto do módulo de comando da Apollo 1, o primeiro vôo deste programa.
Entretanto, em 27 de janeiro de 1967, durante treinamento no protótipo de testes da cabine de comando da Apollo 1, no Centro Espacial Kennedy, na Flórida, um curto circuito causou um incêndio sem controle na cabine lacrada, que o matou junto aos outros dois astronautas da futura tripulação, o comandante Gus Grisson e Roger Chaffee.
Após sua trágica morte, White foi enterrado com honras militares no Cemitério de West Point e condecorado postumamente com a Medalha de Honra Espacial do Congresso, a mais alta condecoração militar dos Estados Unidos em tempo de paz.